# Hepojärvi (sjö i Södra Savolax)
Hepojärvi eller Hepokkaanjärvi är en sjö i Finland. Den ligger i kommunen S:t Michel i landskapet Södra Savolax, i den södra delen av landet, 240 km nordost om huvudstaden Helsingfors. Hepojärvi ligger 108,2 meter över havet. Arean är 77 hektar och strandlinjen är 5,16 kilometer lång. Sjön  ingår i Vuoksens huvudavrinningsområde.   I omgivningarna runt Hepojärvi växer i huvudsak blandskog.